# Woluwe Shopping Center
Woluwe Shopping Center is een groot winkelcentrum in Sint-Lambrechts-Woluwe, in het oosten van het Brussels gewest. Het werd geopend op 4 september 1968 en is in de loop der jaren diverse malen uitgebreid. In 2013 telt het Woluwe Shopping Center 136 winkels met een totale oppervlakte van 42.650 m². Bij het winkelcentrum zijn 1.935 parkeerplaatsen.
De Brusselse metro bedient het winkelcentrum met het station Roodebeek. Het ligt aan de Woluwelaan in het Woluwedal.
In oktober 2017 werd het winkelcentrum voor € 468 miljoen euro door AG Real Estate verkocht aan Eurocommercial properties N.V. Buiten deze deal bleef het vastgoed verhuurd aan Inno, Match en 5 andere winkels. Deze bleven in handen van AG Real Estate.
In oktober 2023 werd bekend dat het laatste deel dat nog in handen was van AG Real Estate voor € 70 miljoen werd verkocht aan Eurocommercial Properties.